# おれんじホープ
おれんじホープ（ORANGE HOPE）は、四国開発フェリー（四国オレンジフェリー）が運航するフェリー。

## 概要
今治造船今治工場で建造され、2005年1月に就航した。鉄道建設・運輸施設整備支援機構の共有建造制度を利用して建造された鉄道・運輸機構との共有船である。
シップ・オブ・ザ・イヤー2005を受賞している。

### 航路
- 新居浜東港（愛媛県） - 神戸港（兵庫県、六甲アイランドフェリーターミナル）
  - 運航日：上り便は土・日・祝と祝前日が休航、下り便は日・月・祝と祝日の翌日が休航
  - 所要時間：上り7時間、下り6時間40分
  - 就航から2008年1月までは上り便のみ詫間港に寄港していた。

## 設計
四国開発フェリーの基本理念である「Safety」「Speedy」「Service」の「3S」をコンセプトに、モーダルシフト推進のため、有人トラック輸送に重点をおいて建造された。そのため、大阪南港～東予航路「おれんじ7」「おれんじ8」より旅客定員は大幅に減少している。
車両甲板は三層でシーソー式スロープウェイによって連絡されており、船首右舷と船尾にランプウェイを装備し、合理的な配置により積載台数を従来と比べ48%増加させ荷役効率の向上を図った。
旅客フェリーとしては珍しい1基1軸船であるが、軸発電機による航行を可能にすることで、主機関のトラブルに対して冗長性を確保している。

## 船内

### 船室
客室は完全個室化を施し、快適な休息空間を確保する形となっている。
- 特別室（2名×2室） - ツインベッド、バス・トイレ、テレビ付
- 2等寝台（10名×10区画、6名×1区画） - 個室構造（カギなし）、バリアフリー対応室あり
- 2等室（1室） - 大部屋、通常は販売されない

### 設備
- レストラン（2020年以降は自販機営業のみ）
- 自動販売機
- テレビコーナー（椅子席）
- 大浴場